# Ken Scott (produttore discografico)
Ken Scott (Londra, 20 aprile 1947) è un tecnico del suono britannico ingegnere di molti grandi nomi della musica internazionale, come Elton John, Procol Harum, Mahavishnu Orchestra, Jeff Beck Group, David Bowie, Supertramp, Kansas, Level 42, Stanley Clarke, Missing Persons, The Tubes..

## Carriera
Inizia la sua attività di  tecnico del suono con i Beatles, per poi passare agli Yes e ai dischi solisti di Rick Wakeman, nei primi anni settanta. Nel 1976 si sposta in America, dove lavora per importanti case discografiche come A&M e Epic Records.

## Vita privata
Vive con la moglie Cheryl a Hampsthwaite, dove si è trasferito dal 2016.